# ألايف
ألايف، (بالإنجليزية: Alife)، هي مدينة و(بلدية) في مقاطعة كازيرتا، (كامبانيا)، إيطاليا. تقع في وادي فولتورنو، وهي مركز مزدهر للإنتاج الزراعي.

## السكان
في سنة 1861 بلغ عدد السكان 3٬282 نسمة، وتطور العدد ليصل في سنة 2011 لـ 7٬660 نسمة.
يظهر هذا المخطط البياني تطور النمو السكاني لـ ألايف

## توأمة
لألايف اتفاقيات توأمة مع كل من:
- ألاتري
- Głowno [الإنجليزية]‏
- أفيرسا

## أعلام
- فيتوريو بارينيلو